# Timandra
Timandra är ett släkte av fjärilar som beskrevs av Philogène Auguste Joseph Duponchel 1829. Timandra ingår i familjen mätare.

## Bildgalleri

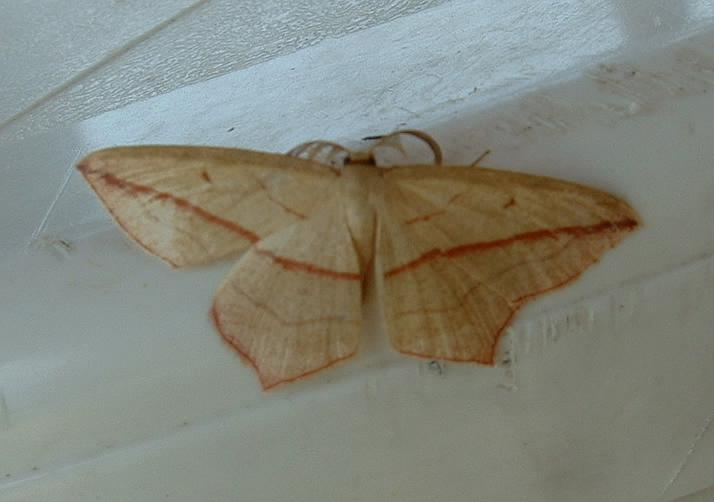

## Dottertaxa tillTimandra, i alfabetisk ordning[1][2]
- Timandra aganopis
- Timandra amataria
- Timandra amatoria
- Timandra amaturaria
- Timandra angulata
- Timandra apicirosea
- Timandra atropurpurea
- Timandra baguionis
- Timandra bipartita
- Gul syramätare, Timandra comae
- Timandra commixta
- Timandra comptaria
- Timandra convectaria
- Timandra correspondens
- Timandra crassestrigata
- Timandra deleta
- Timandra derufata
- Timandra dichela
- Timandra effusaria
- Timandra extrema
- Timandra extremaria
- Timandra fastosa
- Timandra flavisponsaria
- Grå syramätare, Timandra griseata
- Timandra impuncta
- Timandra inturbata
- Timandra latistriga
- Timandra lombokensis
- Timandra myokosana
- Timandra nelsoni
- Timandra nigra
- Timandra obsoleta
- Timandra oligoscia
- Timandra ovidius
- Timandra paralias
- Timandra piperata
- Timandra pompalis
- Timandra pulverata
- Timandra punctinervis
- Timandra pusilla
- Timandra putziloi
- Timandra puziloi
- Timandra rectistrigaria
- Timandra responsaria
- Timandra rigida
- Timandra roseata
- Timandra rufomarginata
- Timandra ruptilinea
- Timandra sakishimensis
- Timandra serenata
- Timandra sordidaria
- Timandra strigulata
- Timandra suffumata
- Timandra synthaca
- Timandra tenuistriga
- Timandra vibicaria
- Timandra witzi
- Timandra xenophyes